# DESTINY (ねごとの曲)
「DESTINY」（デスティニー）は、ねごとの楽曲。9枚目のシングルとして2015年6月3日にKi/oon Musicから発売された。

## 解説
- アルバム『VISION』から3ヶ月ぶりのリリースとなる、2015年1枚目のシングル。シングルとしては「アンモナイト!／黄昏のラプソディ」から9ヶ月ぶりのリリースとなる。
- 「DESTINY」は、2015年4月8日よりスタートしたテレビ東京系アニメ『銀魂°』のエンディングテーマとして起用。
- 表題曲「DESTINY」の原曲は以前より存在しており、アルバム『VISION』の次にシングルで出したいと考えていたところアニメ主題歌の話が来たところで発売が決まった[6]。

## 収録曲

### 初回生産限定盤
CD収録内容
1. DESTINY
  - 作詞：蒼山幸子 作曲：沙田瑞紀、蒼山幸子 編曲：ねごと
2. 夜風とポラリス
  - 作詞：蒼山幸子 作曲：沙田瑞紀、蒼山幸子 編曲：ねごと
3. シンクロマニカ -Mizuki Masuda Remix-
  - 2013年のシングル曲を沙田がリミックス。

DVD収録内容
- ねごと presents 「お口ポカーン?!初の全国ワンマンツアー2015 〜VISIONは続くよどこまでも♪〜」〜初日密着ドキュメンタリー編〜

クリアフィルムブックレット仕様となっている。

### 通常盤
CDのみで、内容は初回生産限定盤と同じ。
初回仕様は、アニメ絵柄ワイドキャップステッカーが封入されている。

### 期間生産限定盤
1. DESTINY
2. 夜風とポラリス
3. シンクロマニカ -Mizuki Masuda Remix-
4. DESTINY -Anime Ending Ver.-
5. DESTINY -Instrumental-

アニメ絵柄描き下ろしデジパック仕様、アニメ絵柄描き下ろしステッカー封入となっている。